# تهمورس پورناظری
تهمورس پورناظری (زادهٔ ۱۹ بهمن ۱۳۵۵)، موسیقی‌دان ایرانی است.
او نوازنده سازهای تار، سه‌تار، تنبور، بربط، دف و دیوان است و با سازهایی چون سنتور، تنبک، کمانچه، دوتار و نی آشناست. وی فرزند کیخسرو پورناظری و برادر بزرگتر سهراب پورناظری است.

## فعالیت هنری
آوای باران نخستین کار او به عنوان آهنگ‌ساز است که پیش از ۲۰ سالگی به بازار روانه کرد. تکنیک‌هایی که او در نواختن سه‌تار در این آلبوم به کار برد، نخستین بار بود که برای این ساز به کار گرفته می‌شد.
تهمورس در آلبوم‌های بسیاری نوازندگی کرده و آهنگ‌سازی آلبوم‌های زیادی را نیز بر عهده داشته است. او در ایران و خارج از ایران کنسرت‌های فراوانی اجرا کرده و در جشنواره‌هایی چون آوسون گرک، مینون و ترانه‌های شرق شرکت کرده است.
همچنین وی به همراه محمدرضا شجریان و سهراب پورناظری در NPR  به اجرا پرداخته است.
از جمله آثار سرشناس پورناظری می‌توان به آلبوم رنگ‌های تعالی (به همراه سهراب پورناظری و محمدرضا شجریان) و نه فرشته‌ام نه شیطان (به همراه همایون شجریان) اشاره کرد.
در سال 1402، تهمورس پورناظری کنسرت-پرفرمنسی به نام "باز آمدم" را برای اجرا در کاخ سعد آباد تهران آماده میکرد که پس از بلیت فروشی و روزهای نزدیک به اجرا، این اجرا به علت خواندن سحر محمدی بروجردی و اجرای گروه رقص نمایشی "حرکت" که شامل رقصنده های زن میشد، لغو شد. مقامات بر آن بودند که کنسرت بدون زنان به روی صحنه برود ولی تهمورس پورناظری کنسرت را کنسل کرد.
در این اجرا بردیا کیارس رهبر ارکستر سمفونیک، تینا جامه گرمی، علی جعفری پویان، ماکان خوی نژاد، آرین رضایی، علی قنبری و تعدادی از موزیسین های جوان ایرانی به همراه گروه رقص نمایشی حرکت شرکت داشتند.

## آلبوم شناسی
| آلبوم‌ها              | آلبوم‌ها        | آلبوم‌ها                                            | آلبوم‌ها | آلبوم‌ها                                  | آلبوم‌ها            | آلبوم‌ها   | آلبوم‌ها |
| -------------------- | -------------- | -------------------------------------------------- | --- | ---------------------------------------- | ------------------ | --------- | --- |
| نام آلبوم            | سال انتشار     | آهنگساز                                            | نوازنده/گروه | خواننده                                  | ناشر               | تعداد ترک | توضیحات |
| رنگهای تعالی         | منتشر نشده است | تهمورس پورناظری، سهراب پورناظری                    | | محمدرضا شجریان                           |                    |           | این مجموعه به صورت کنسرت برگزار شده و اجراهای استودیویی آن انتشار نیافته‌است. |
| تنبلوز               | 1399           | تهمورس پورناظری                                    | گیتار باس: آرین کشیشی سازهای کوبه ای: شایان ریاحی | ژوزت بوشل مینگو                          |                    | 7         | پیوندی از موسیقی باستانی تنبور و موسیقی بلوز |
| بر سماع تنبور        | 1393           | کیخسرو پورناظری ، تهمورس پورناظری ، سهراب پورناظری | تنبور: کیخسرو پورناظری، تهمورس پورناظری، سهراب پورناظری، پوریا پورناظری، ندا خاکی، کاوه گرایلی، نیکناز میرقلمی، سحر افشار، علیرضا جوادی، خورشید دادبه سایر نواگرانː امی ویل کینز، آروین، تهمورس پورناظری، حسین رضایی نیا، روبین واسی، شهاب پارنج،همایون نصیری | علیرضا قربانی                            |                    | 14        | بر سماع تنبور اثری است از گروه شمس و علیرضا قربانی. اشعار به غیر از یکی که از سلمان ساوجی انتخاب شده‌اند همگی از مولانا بوده‌اند. این اثر را می‌توان یکی از کارهای موفق قربانی و پورناظری‌ها دانست. |
| قطره های باران       | 1393           | کیخسرو پورناظری ، تهمورس پورناظری ، سهراب پورناظری | تهمورس پورناظری، سهراب پورناظری، مهیار طریحی، کاوه گرایلی، امی ویلکینز، استفنی بیبو، فیلیپ برزینا، پیام طونی، تینا جامه گرمی ، امید اسدی، سورن ساتر، اسکات پادن،شهاب پارنج، همایون نصیری، آیین مشکاتیان، سایوری شفیعی، آرین کشیشی | علیرضا قربانی                            |                    | 12        | این آلبوم بر روی اشعاری از پرتو کرمانشاهی و مولانا و محمد علی بهمنی ساخته شده است. این آلبوم زیبا دارای قطعات شنیدنی و به یاد ماندنی زیادی می باشد. |
| نه فرشته ام نه شیطان | 1392           | تهمورس پورناظری                                    | تهمورس پورناظری، سهراب پورناظری، مهیار طریحی، شهاب پارنج،کاوه گرایلی ،شجاعت حسین خان ،پدرو اوستاچه ،رامون استگنارو،محمد آکاتای،جیمی جانسون، جان ویک فیل،فیلیپ برزینا، استفنی بیبو، دیوید ریدر، پیتر ماسک، جوری فنکوچن، ناتالی کاردوچی، نیومی لفرنایس،ایوان باتمر، نیلز بالتمن، کلیو تیلتن، الیزابت چیهو،شین کاراسکو، جوان د مارس،آندره گرباتنکو، راب اشلی، آلدن کوهن، ست اوسبورن،روشنک کی منش، سمیرا محسنی | همایون شجریان                            | ایران گام          | 8         | تلفیقی است از آواز سنتی و موسیقی که به فضای غربی نزدیک شده. قطعات «درون آینه»، «دل به دل»، «کولی» و «شتک» با سازهای ایرانی، تک نوازی سه تار یا دونوازی، فضایی سنتی تر دارند. اما قطعاتی مثل «همه هیچم»، «چونی بی من» و «در حصار شب»، گرچه همچنان در فضای موسیقی ایران قرار دارند، اما بیشتر به فضای موسیقی غربی نزدیک شده اند. |
| افسانه شو            | 1389           | تهمورس پورناظری                                    | شجاعت حسین خان، تهمورس پورناظری، سهراب پورناظری، آرونانگوش چادهوری | سهراب پورناظری                           | سروش               | 8         | افسانه شو” نام آلبومیست از دو فرهنگ نزدیک بهم ، ایران و هندوستان با نوازندگی از این دو فرهنگ یعنی تهمورس و سهراب پورناظری از ایران و شجاعت حسین خان و آرونانگوش چادهوری که به ترتیب سازهای تار (بربط) ، کمانچه ، سیتار و طبلا را به صدا در می آورند. اکثر قطعات بی کلام است                                                    |
| سرزمین خورشید        | 1388           | تهمورس پورناظری                                    | سهراب پورناظری، حمیدرضا تقوی، روبین واسی، حسین رضایی نیا، شهاب پارنج، ندا خاکی، کاوه گرایلی، تهمورس پورناظری،مارینا شابالا، کونستیانتین تیسکو، اولکسی کولیسکو، آبو وچا، آلینا شولوخ، الکساندر بوبوش کو، ناتالیا ریپیانسکایا، آناکوزینا، ایوان موخا، ی وگن اسمالتسوگا | فرشاد جمالی                              | سروش               | 11        | این اثر که بیشتر در بردارنده اشعار مولانا در کنار دو شعر از اقبال لاهوری و نواب صفا می باشد دارای درون مایه عرفانی-عاشقانه است. در کنار قطعات تصنیف گونه چند قطعه تکنوازی و گروه نوازی نیز شاکله اصلی آلبوم را تشکیل می دهند                                                                                                   |
| پنهان چو دل          | 1386           | کیخسرو پورناظری ، تهمورس پورناظری، سهراب پورناظری  | کیخسرو پورناظری، تهمورس پورناظری ، سهراب پورناظری،حمیدرضا تقوی، حسین رضایی نیا، شهاب پارنج، کاوه گرایلی، ندا خاکی، روبین واسی، ارسلان کامکار، بردیا کیارس، عماد نکوئی، کریم قربانی، علیرضا خورشیدفر، محمدرضا عقیلی،جمشید عندلیبی، مجید اخشابی | حمیدرضا نوربخش                           |                    | 11        | این آلبوم زیبا که تصنیف “مگذار و مگذر” آن بسیار معروف و محبوب است و البته قطعات زیبای دیگری نیز در آن نواخته شده است. در این آلبوم گروه شمس نوازندگی کرده اند و البته در این آلبوم سازهای ملی استفاده شده است و مانند اکثر آلبوم های گروه شمس از ساز تنبور استفاده نشده است.                                                   |
| دیار مهر             | 1384           | تهمورس پورناظری                                    | تکنوازان: کمانچه: سهراب پورناظری سه تار/بربت: تهمورس پورناظری نواگران: سهراب پورناظری،جمشید عندلیبی، مجید اخشابی، کامبیز گنجه ای، حسین رضایی نیا، شهاب پارنج، ایمان مشایخی، رضا فدایی، تهمورس پورناظری، ارسلان کامکار، خاچیک بابایان، همایون رحیمیان، عمادرضا نکویی، سیاوش ظهیرالدینی، کریم قربانی، علیرضا خورشیدفر، ناصر رحیمی، محمدرضا عقیلی                                                             | فرشاد جمالی                              | مرکز موسیقی و سرود | 10        | آلبوم "دیار مهر" که در خارج از کشور به نام "The Land Of Love" منتشر شده است با صدای فرشاد جمالی و آهنگسازی تهمورس پورناظری بر روی اشعاری از مولانا ، پرتو کرمانشاهی، مهدی اخوان ثالث، حسین منزوی و حمید مصدق اجرا شده است. |
| آلبوم شهر قصه        |                | تهمورس پورناظری و سهراب پورناظری                   | ارسلان کامکار،کریم قربانی، کامبیز گنجه ای، شهاب پارنج، محمدرضا عقیلی، مجید اخشابی، حسین رضایی نیا، سهراب پورناظری، تهمورس پورناظری، ندا خاکی | حسین بختیاری                             | دارینوش            |           | |
| دل شده               | 1383           | تهمورس پورناظری وعبدالرضا رزمجو                    | | روژان                                    |                    |           | همخوانی خانم "روژان" خواننده کرد زبان که البته در این اثر فارسی خوانده اند. این آلبوم در سال 2004 در خارج از کشور منتشر شده است و در بردارنده چندین تصنیف و قطعات بی کلام می باشد. یکی از نکات مهم این اثر، اجرای تکنوازی های سه تار توسط استاد زنده یاد جلال الدین ذوالفنون می باشد                                           |
| لیلا خاتون           | 1381           | تهمورس پورناظری                                    | تهمورس پورناظری،شهاب پارنج نظارت ضبط: سهراب پورناظری |                                          |                    | 8         | آلبوم "لیلا خاتون" در بردارنده ساخته های تهمورس پورناظری است که با ساز بربط و همراهی سازهای کوبه ای اجرا شده اند اثری برای دف، بربط و سازهای کوبه ای |
| مستان سلامت میکنند   | 1378           | کیخسرو پورناظری ، تهمورس پورناظری                  | کیخسرو پورناظری، تهمورس پورناظری، سهراب پورناظری، داوود عزیزی، کاوه ونداد،ندا خاکی، پوریا پورناظری،ارسلان کامکار،همایون شجریان، بیژن کامکار،اردشیر کامکار، ارژنگ کامکار، مجید اخشابی ،شاهو اندلیبی، شهاب فیاض | بیژن کامکار، نجمه تجدد، مریم ابراهیم پور |                    | 7         | مستان سلامت میکنند یکی از آلبوم های تاثیر گذار در موسیقی تنبور است. نحوه استفاده تنبور که در آثار استاد کیخسرو پورناظری تفاوت داشت و گروه نوازی هایی که توسط ایشان به خوبی وارد موسیقی هایی شد که از تنبور در آن استفاده ویژه می شد. این آلبوم همچنین با خوانندگی ۳ نفر که باعث می شد چند صدایی ویژه ای را ایجاد کند شنیدی است |
| سیوی سور             | 1377           | تهمورس پورناظری                                    | بیژن کامکار، اردشیر کامکار، مجید اخشابی، تهمورس پورناظری، سهراب پورناظری، ارژنگ کامکار،ارسلان کامکار | بیژن کامکار                              | نوای همایون        | 8         | |
| دل آرا               | 1375           | تهمورس پورناظری                                    | علی ناظری، تهمورس پورناظری، افشین رامین، عبدالرضا رزمجو، حسن ابدالی، هرمز پورناظری، افشین رامین، ارسلان کامکار، اردشیر کامکار،بهزاد فروهری،محمود فرهمند،مجید اخشابی | حسام الدین سراج                          |                    | 9         | این آلبوم موسیقی در دو بخش سنتی و گروه نوازی تنبور اجرا شده بود. بخش موسیقی عرفانی تنبور را افشین رامین آهنگسازی و تهمورس پورناظری تنظیم کرده بود و بخش سنتی با آهنگسازی و تنظیم تهمورس پورناظری انجام شده بود. |
| آوای باران           | 1374           | تهمورس پورناظری                                    | ارسلان کامکار،اردشیر کامکار، بهزاد فروهری، مجید اخشابی، سهراب پورناظری تار/سه تار/دف/دهل: تهمورس پورناظری | بیژن کامکار                              |                    | 13        | آوای باران” آلبومیست با صدای استاد بیژن کامکار با آهنگسازی تهمورس پورناظری و اجرای گروه کامکارها که در سال ۱۳۷۴ منتشر شده است. |

## کنسرت‌ها
1. کنسرت نمایش سی صد در کاخ سعد آباد تهران، تابستان 1403[۳۳][۳۴][۳۵][۳۶][۳۷][۳۸]
2. کنسرت گروه شمس و همایون شجریان در تئاتر شهر پاریس، زمستان 1398[۳۹]
3. کنسرت گروه شمس و همایون شجریان در فستیوال Bozar در بلژیک، زمستان 1398[۴۰]
4. تور کنسرت "ایران من" در اروپا در شهرهای "گوتنبرگ، سوئد، لندن، منچستر، فرانکفورت، دوسلدورف" پاییز 1398
5. تور کنسرت "ایران من" در کانادا در شهرهای "تورنتو، مونترال، ونکوور، کلگری" زمستان 1398
6. کنسرت تنبلوز به همراه ژوزت بوشل مینگو در سوئد، پاییز 1397
7. اجرای همایون شجریان به همراه برادران پورناظری در سالن (CRR) استانبول، پاییز 1397
8. اجرای گروه شمس و همایون شجریان در فستیوال موسیقی عرفانی قونیه، پاییز 1397[۴۱][۴۲][۴۳][۴۴]
9. تور کنسرت "ایران من" در کانادا در شهرهای "تورنتو، مونترال، ونکوور، کلگری" بهار 1397
10. کنسرت "ایران من" برادران پورناظری و همایون شجریان در به مدت 8 شب در "تالار وحدت" تهران، زمستان 1396
11. تور کنسرت "چرا رفتی" در سراسر ایران، سال 1393
12. تور کنسرت "چرا رفتی" در اروپا، سال 1395
13. کنسرت - پرفرمنس "تهمورس و ما" در تالار وحدت، سال 1394
14. اجرای محمدرضا شجریان و برادران پورناظری در رادیو ملی آمریکا (NPR)، سال 1392
15. تور کنسرت "رنگ های تعالی" محمدرضا شجریان و برادران پورناظری در اروپا، کانادا و آمریکا، سال 1391